# Berlin, après la chute
Berlin, après la chute (Aufschwung Ost) est un jeu vidéo de simulation économique développé et édité par Sunflowers, sorti en 1993 sur DOS et Amiga.

## Accueil
- Joystick : 70 %[1]